# Francia en la Copa Mundial de Rugby de 2011
Les Bleus fueron uno de los 20 países que participaron de la Copa Mundial de Rugby de 2011, que se realizó por segunda vez en Nueva Zelanda.
La séptima participación francesa vio a un seleccionado fuerte pero golpeado, tras su perfomance anterior y habiendo ganado el reciente Torneo de las Seis Naciones 2010.
Francia tuvo mucha suerte en su grupo, siendo derrotado dos veces y clasificando de milagro. En la fase final, una impresionante defensa los envió a la final por tercera vez en su historia.

## Plantel

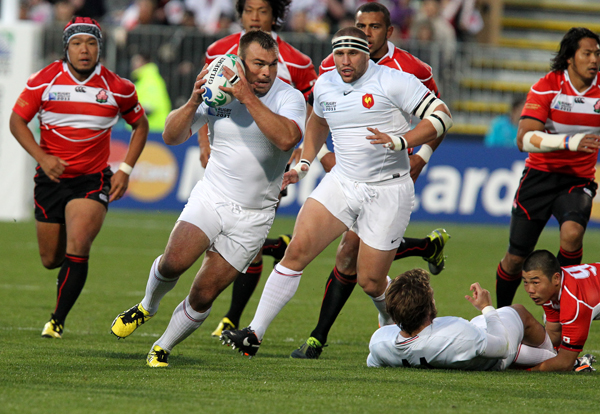
Ante Japón, fase de grupos.

Lièvremont (42 años) tuvo de asistente al argentino Gonzalo Quesada, como entrenador de pateadores.
La convocatoria generó una inmensa polémica en su país, cuando excluyó de la selección a los históricos: Sébastien Chabal, Yannick Jauzion y Clément Poitrenaud.
|                             | Jugador              | Edad    | Posición      | Tests | Equipo                                |
| --------------------------- | -------------------- | ------- | ------------- | ----- | ------------------------------------- |
| Hookers y Pilares           |                      |         |               |       |                                       |
|                             | Fabien Barcella      | 27 años | Pilar         | 13    | Biarritz Olympique Pays Basque        |
|                             | Luc Ducalcon         | 27 años | Pilar         | 7     | Castres Olympique                     |
|                             | Guilhem Guirado      | 25 años | Hooker        | 14    | Union Sportive Arlequins Perpignanais |
| 3                           | Nicolas Mas          | 31 años | Pilar         | 45    | Union Sportive Arlequins Perpignanais |
| 1                           | Jean-Baptiste Poux   | 32 años | Pilar         | 30    | Stade Toulousain                      |
| 2                           | William Servat       | 32 años | Hooker        | 37    | Stade Toulousain                      |
|                             | Dimitri Szarzewski   | 28 años | Hooker        | 50    | Stade Français Paris                  |
| Segundas líneas             |                      |         |               |       |                                       |
|                             | Romain Millo-Chluski | 28 años | Segunda línea | 17    | Stade Toulousain                      |
| 5                           | Lionel Nallet        | 35 años | Segunda línea | 64    | Racing 92                             |
| 4                           | Pascal Papé          | 31 años | Segunda línea | 28    | Stade Français Paris                  |
|                             | Julien Pierre        | 30 años | Segunda línea | 19    | ASM Clermont Auvergne                 |
| Alas y Octavos              |                      |         |               |       |                                       |
| 7                           | Julien Bonnaire      | 33 años | Ala           | 63    | ASM Clermont Auvergne                 |
| 6                           | Thierry Dusautoir    | 29 años | Ala           | 43    | Stade Toulousain                      |
| 8                           | Imanol Harinordoquy  | 31 años | Octavo        | 70    | Biarritz Olympique Pays Basque        |
|                             | Raphaël Lakafia      | 22 años | Octavo        | 1     | Biarritz Olympique Pays Basque        |
|                             | Fulgence Ouedraogo   | 25 años | Ala           | 23    | Montpellier Hérault Rugby             |
|                             | Louis Picamoles      | 25 años | Ala           | 18    | Stade Toulousain                      |
| Medios scrums               |                      |         |               |       |                                       |
|                             | Morgan Parra         | 22 años | Medio scrum   | 29    | ASM Clermont Auvergne                 |
| 9                           | Dimitri Yachvili     | 31 años | Medio scrum   | 52    | Biarritz Olympique Pays Basque        |
| Aperturas y Centros         |                      |         |               |       |                                       |
|                             | Jean-Marc Doussain   | 20 años | Apertura      | 0     | Stade Toulousain                      |
|                             | Fabrice Estebanez    | 29 años | Centro        | 5     | Racing 92                             |
|                             | David Marty          | 28 años | Centro        | 34    | Union Sportive Arlequins Perpignanais |
| 12                          | Maxime Mermoz        | 25 años | Centro        | 9     | Union Sportive Arlequins Perpignanais |
| 13                          | Aurélien Rougerie    | 31 años | Centro        | 64    | ASM Clermont Auvergne                 |
|                             | David Skrela         | 32 años | Apertura      | 22    | ASM Clermont Auvergne                 |
| 10                          | François Trinh-Duc   | 24 años | Apertura      | 29    | Montpellier Hérault Rugby             |
| Fullbacks y Wings           |                      |         |               |       |                                       |
| 14                          | Vincent Clerc        | 30 años | Wing          | 50    | Stade Toulousain                      |
|                             | Cédric Heymans       | 33 años | Wing          | 55    | Aviron Bayonnais                      |
| 15                          | Maxime Médard        | 24 años | Fullback      | 21    | Stade Toulousain                      |
| 11                          | Alexis Palisson      | 24 años | Wing          | 16    | Rugby Club Toulonnais                 |
|                             | Damien Traille       | 32 años | Fullback      | 83    | Biarritz Olympique Pays Basque        |
| Entrenador: Marc Lièvremont |                      |         |               |       |                                       |

## Participación

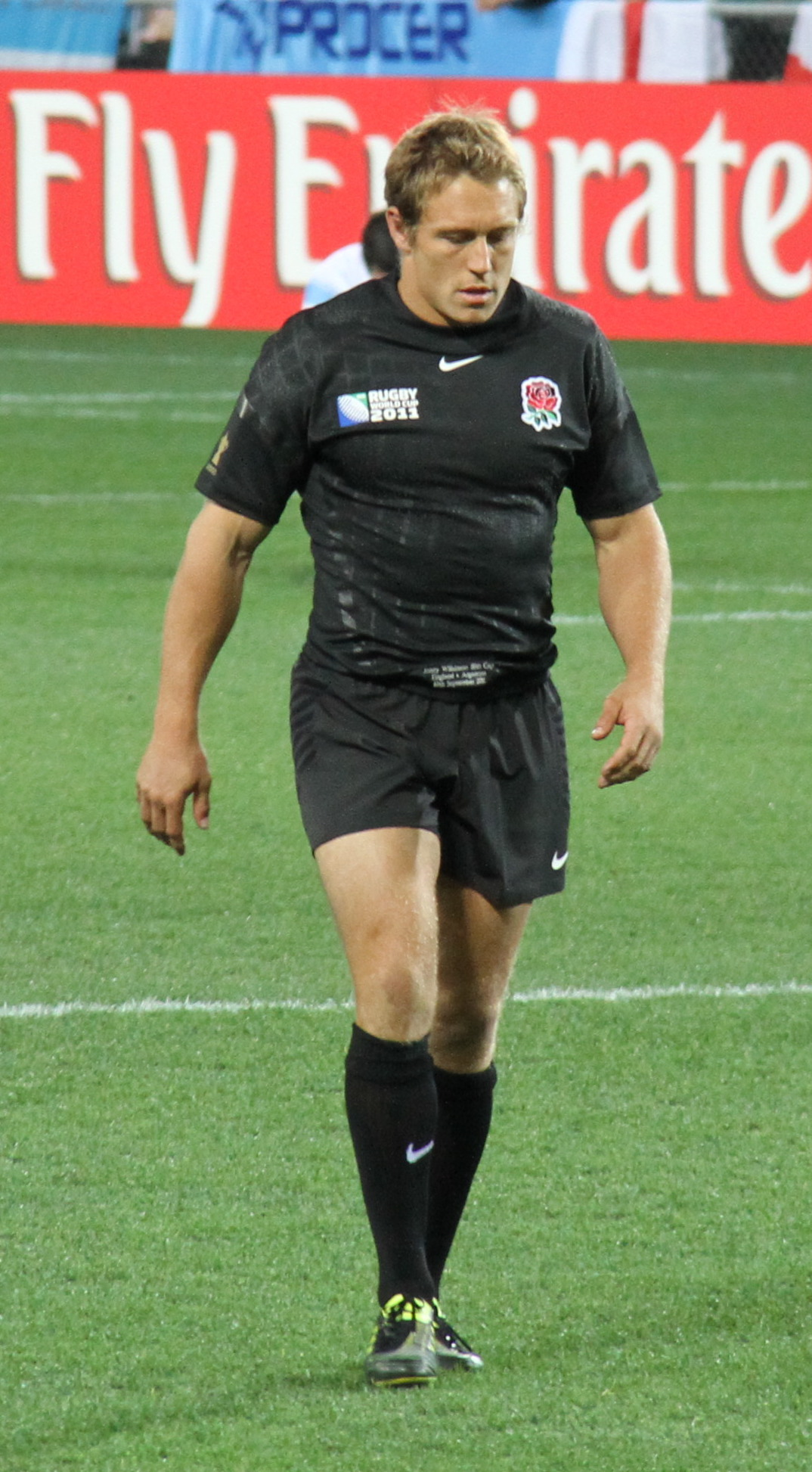
Francia logró neutralizar a Wilkinson en su último mundial.

Francia integró el grupo A junto a los anfitriones y favoritos: All Blacks, la dura Tonga, los Canucks y Japón.
El tercer partido suponía la victoria gala y la clasificación, sin embargo perdieron ante Tonga sorpresivamente. Al último partido se predecía una derrota y la primera eliminación francesa en la fase inicial, pero lo último milagrosamente no pasó.

### Fase final
En los cuartos de final se cruzaron ante los candidatos de la Rosa, con sus representantes: Steve Thompson, Tom Palmer, el capitán Lewis Moody, Ben Youngs, la estrella Jonny Wilkinson y Mark Cueto. Francia cambió radicalmente su actitud para Le Crunch y eliminó a los británicos, tras imponerse 16–0 en la primera mitad.
Las semifinales los citó ante los Dragones rojos del entrenador kiwi Warren Gatland, quien alineó: Gethin Jenkins, Alun Wyn Jones, el capitán Sam Warburton, Mike Phillips, James Hook y la estrella Shane Williams. En un tenso duelo, los francos vencieron agónicamente por un punto.

### Final
El partido definitivo los enfrentó a los All Blacks del célebre entrenador Graham Henry. Nueva Zelanda impuso a sus figuras: Keven Mealamu, Brad Thorn, el capitán Richie McCaw, Piri Weepu, Ma'a Nonu e Israel Dagg.

## Legado
El penal no convertido por Trinh-Duc dio mucho que hablar, las críticas a Lièvremont por no haber convocado a Frédéric Michalak aun hoy no se olvidan ni perdonan.
Para el mundo en general, Francia no tenía oportunidad contra el anfitrión ni su juego durante el torneo hubiera merecido la consagración.